# Зорянська сільська рада (Володимир-Волинський район)
Пузовська сільська́ ра́да — колишня адміністративно-територіальна одиниця та орган місцевого самоврядування в Володимир-Волинському районі Волинської області. Адміністративний центр — село Зоря.
Згідно з рішенням Волинської обласної ради № 36/6 від 14 серпня 2015 року сільська рада увійшла до складу Устилузької об'єднаної міської територіальної громади з центром у місті Устилуг Володимир-Волинського району Волинської області. Припинила існування 3 листопада 2015 року. Натомість утворився Зорянський старостинський округ при Устилузькій міській громаді.

## Загальні відомості
Станом на 2001 рік:
- Територія ради: 1,681 км²
- Населення ради: 531 особа
- Дворів (квартир): 170, з них 2 нових (після 1991 р.).

## Населені пункти
До серпня 2015 року сільській раді були підпорядковані населені пункти:
- с. Зоря
- с. Ворчин
- с. Селіски

## Населення
За переписом населення України 2001 року в сільській раді мешкало 529 осіб.

### Мова
Розподіл населення за рідною мовою за даними перепису 2001 року:
| Мова       | Відсоток |
| ---------- | -------- |
| українська | 99,06 %  |
| російська  | 0,75 %   |

## Господарська діяльність
В Зорянській сільській раді працює неповна середня школа, клуб, бібліотека, 3 медичних заклади, відділення зв'язку, 3 торговельні заклади.
На території сільської ради доступні такі телеканали: УТ-1, УТ-2, 1+1, Інтер, СТБ, Обласне телебачення. Радіомовлення здійснюють Радіо «Промінь», Радіо «Світязь», Радіо «Луцьк».
Всі села сільської ради газифіковані. Дороги в незадовільному стані.

## Адреса сільської ради
44714, Волинська обл., Володимир-Волинський р-н, с. Зоря, вул. Молодіжна, 3

## Склад ради
Рада останнього скликання складалась з 12 депутатів та голови.
- Голова ради: Мосорук Олександр Петрович
- Секретар ради: Обара Марія Анатоліївна

### Керівний склад попередніх скликань
| Прізвище, ім'я, по батькові | Основні відомості                                                                       | Дата обрання | Дата звільнення |
| --------------------------- | --------------------------------------------------------------------------------------- | ------------ | --------------- |
| Мосорук Олександр Петрович  | Сільський голова, 1971 року народження, освіта середня спеціальна, член Народної партії | 26.03.2006   | 31.10.2010      |
| Мосорук Олександр Петрович  | Сільський голова, 1971 року народження, освіта середня спеціальна, безпартійний         | 31.10.2010   | 25.10.2015      |

Примітка: таблиця складена за даними сайту Верховної Ради України

### Депутати VI скликання
За результатами місцевих виборів 2015 року депутатами ради стали:

#### За суб'єктами висування
| Суб'єкт висування                                       | Кількість обраних депутатів | %    |
| ------------------------------------------------------- | --------------------------- | ---- |
| Політична партія Всеукраїнське об'єднання «Батьківщина» | 5                           | 41,7 |
| Самовисування                                           | 4                           | 33,3 |
| Народна партія                                          | 1                           | 8,3  |
| Політична партія Всеукраїнське об'єднання «Свобода»     | 1                           | 8,3  |
| Політична партія «Сильна Україна»                       | 1                           | 8,3  |

#### За округами
| № округу                                                | Прізвище, ім'я, по батькові    | Дата визнання обраним | Освіта  | Партійна приналежність                        | Відомості про обраного депутата         |
| ------------------------------------------------------- | ------------------------------ | --------------------- | ------- | --------------------------------------------- | --------------------------------------- |
| Народна Партія                                          |                                |                       |         |                                               |                                         |
| 11                                                      | Шелкович Марія Миколаївна      | 06.11.2010            | вища    | позапартійна                                  | Зорянська сільська рада, землевпорядник |
| Політична партія Всеукраїнське об'єднання «Батьківщина» |                                |                       |         |                                               |                                         |
| 1                                                       | Павлюк Оксана Василівна        | 06.11.2010            | середня | позапартійна                                  | тимчасово не працює                     |
| 3                                                       | Ляшук Світлана Іванівна        | 06.11.2010            | середня | позапартійна                                  | тимчасово не працює                     |
| 4                                                       | Мосорук Галина Луківна         | 06.11.2010            | вища    | член Всеукраїнського об'єднання «Батьківщина» | пенсіонер                               |
| 6                                                       | Антощак Марія Сергіївна        | 06.11.2010            | середня | позапартійна                                  | дитячий садок с. Стенжаричі, вихователь |
| 9                                                       | Пазина Світлана Олександрівна  | 06.11.2010            | вища    | член Всеукраїнського об'єднання «Батьківщина» | тимчасово не працює                     |
| Політична партія Всеукраїнське об'єднання «Свобода»     |                                |                       |         |                                               |                                         |
| 10                                                      | Трачук Андрій Іванович         | 06.11.2010            | середня | член Всеукраїнського об'єднання «Свобода»     | тимчасово не працює                     |
| Політична партія «Сильна Україна»                       |                                |                       |         |                                               |                                         |
| 8                                                       | Обара Марія Анатоліївна        | 06.11.2010            | вища    | член Політичної партії «Сильна Україна»       | Зорянська сільська рада, секретар       |
| Самовисування                                           |                                |                       |         |                                               |                                         |
| 2                                                       | Попко Володимир Степанович     | 06.11.2010            | середня | позапартійний                                 | тимчасово не працює                     |
| 5                                                       | Панасович Оксана Миколаївна    | 06.11.2010            | середня | член Політичної партії «Наша Україна»         | тимчасово не працює                     |
| 7                                                       | Курило Сергій Степанович       | 06.11.2010            | середня | позапартійний                                 | ТЗоВ «Прогрес», обліковець              |
| 12                                                      | Костюк Олександр Володимирович | 06.11.2010            | середня | позапартійний                                 | тимчасово не працює                     |